# Viquipèdia en polonès

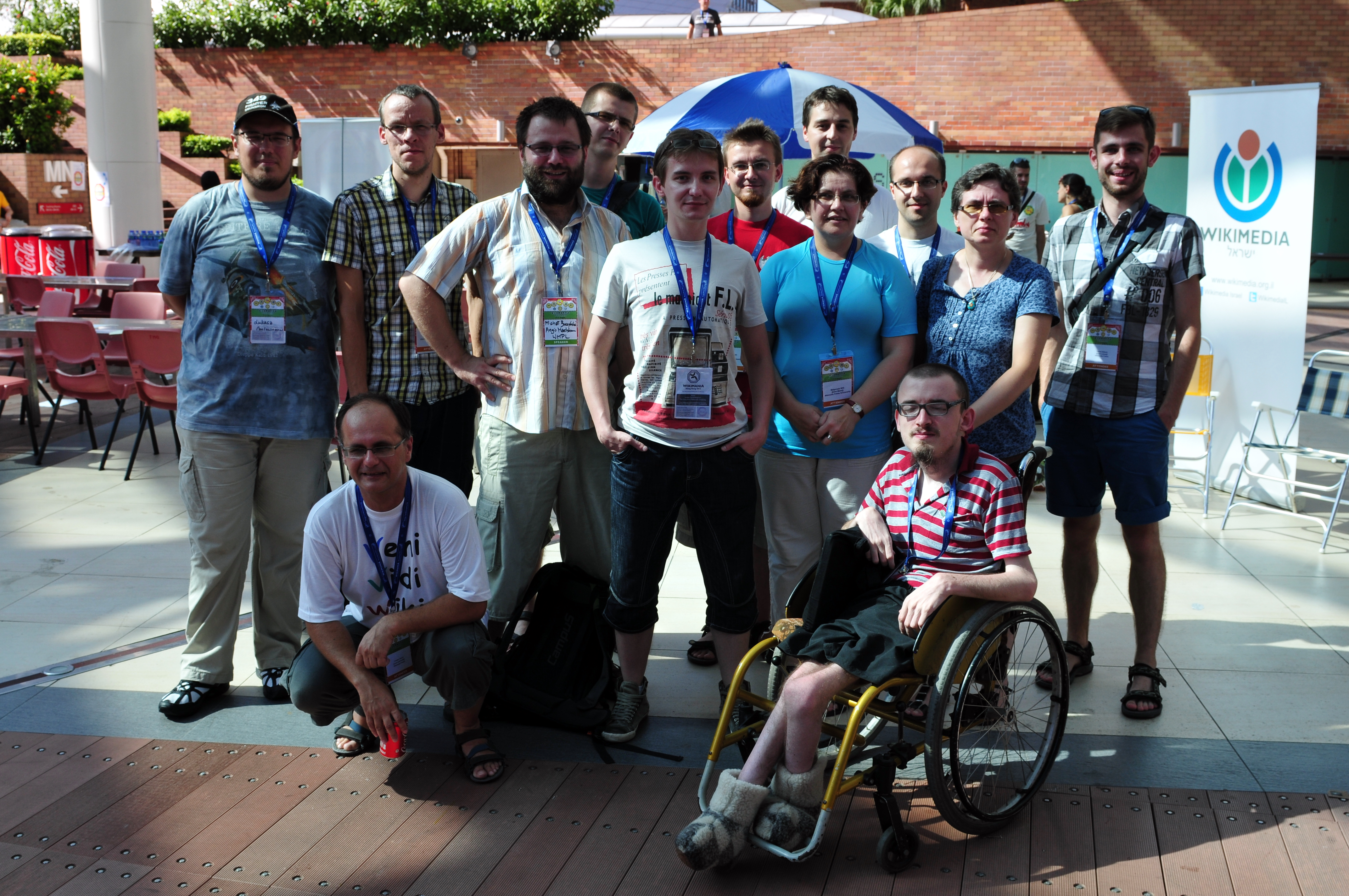
Wikipedistas polonesos a la Wikimania 2013

La Viquipèdia en polonès és l'edició de la Viquipèdia en polonès. Va ser iniciada el setembre de 2001 com la novena edició de Viquipèdia, i tenia més de 100.000 articles el setembre de 2005. El 27 de gener de 2005 els fundadors de la viquipèdia en polonès, Krzysztof P. Jasiutowicz i Paweł Jochym, van rebre el premi Ciutadà d'Internet de l'Any 2004 atorgat per la societat Internet Obywatelski ("Internet Públic").
Actualment (març 2025) té 1.493.592 articles, l'11a viquipèdia més gran en nombre d'articles. També és la segona edició més gran en una llengua eslava, després de la viquipèdia en rus.